# Mistharnophantia sonorana
Mistharnophantia sonorana är en insektsart som beskrevs av George Willis Kirkaldy 1907. Mistharnophantia sonorana ingår i släktet Mistharnophantia och familjen Flatidae. Inga underarter finns listade i Catalogue of Life.